# 21774 O'Brien
21774 O'Brien (1999 RR217) là một tiểu hành tinh vành đai chính, được phát hiện trong Chương trình nghiên cứu đối tượng gần Trái Đất của đài thiên văn Lowell ở Anderson Mesa Station, Quận Coconino, Arizona, ngày 3 tháng 9 năm 1999. Nó được đặt theo tên David O'Brien, nhà khoa học của Viện khoa học Vũ trụ, Tucson, Arizona.